# Jutta Wiegmann

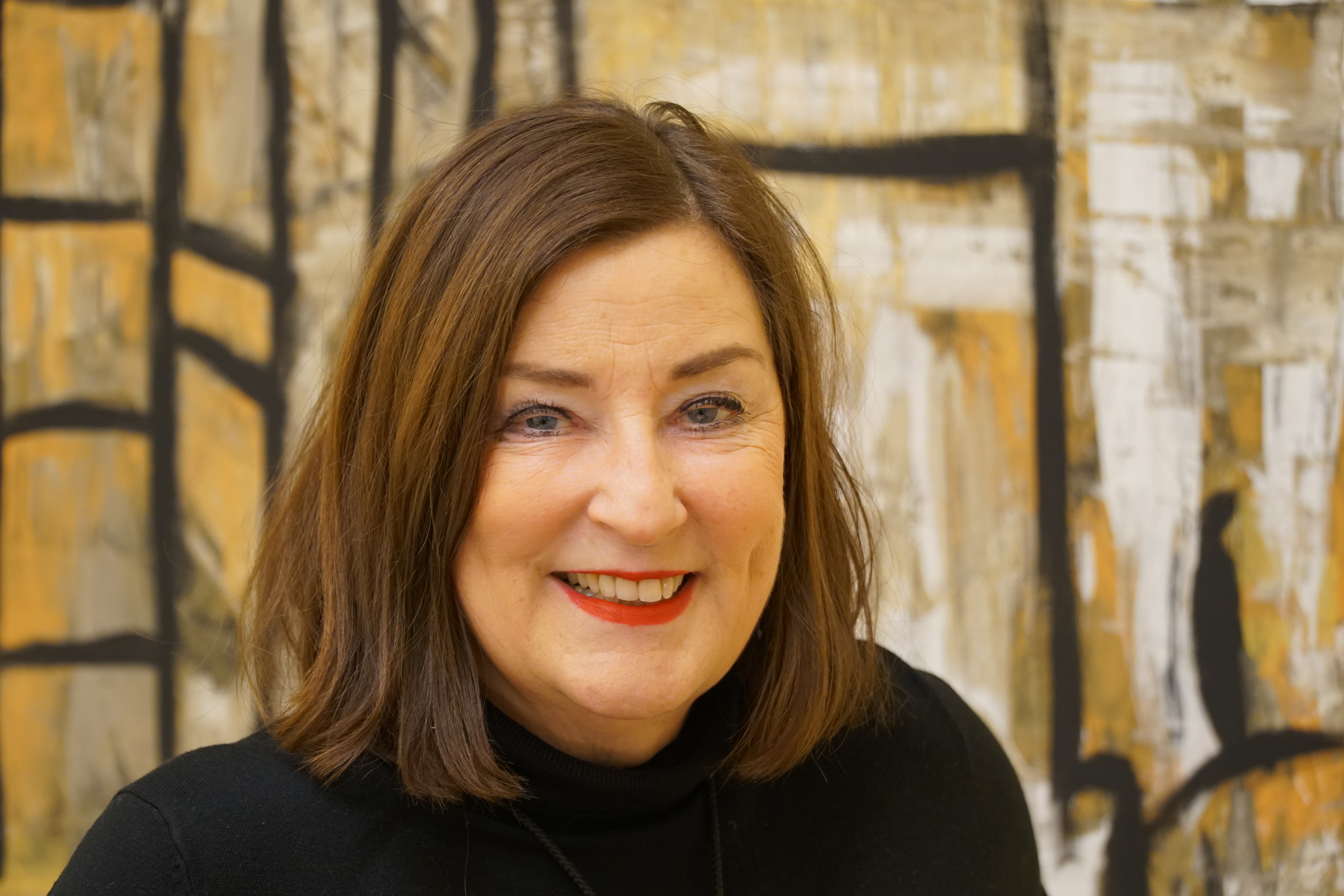
Jutta Wiegmann

Jutta Wiegmann (* 1. April 1955 in Osnabrück) ist Gründerin und war von 1997 bis Dezember 2022 Leiterin des Instituts für Schauspiel, Film-Fernsehberufe (iSFF) in Berlin.

## Leben
Jutta Wiegmann studierte von 1975 bis 1982 Germanistik, Politologie und Philosophie an der Freien Universität Berlin. Nach erfolgter Erster und Zweiter Staatsprüfung für das Amt des Studienrats promovierte sie in Philosophie zum Thema „Psychoanalytische Geschichtstheorie. Eine Studie zur Freud -Rezeption Walter Benjamins“. Die Dissertation erschien 1989 im Druck.

## Wirken
Jutta Wiegmann leitete von 1997 bis Ende 2022 das Institut für Schauspiel, Film- und Fernsehberufe (iSFF) in Berlin. Gegründet hat sie das Institut gemeinsam mit Wolfgang Uber, dem damaligen Direktor der VHS Berlin Tiergarten im Jahre 1997. Schon vor diesem Zeitpunkt hatte Jutta Wiegmann geförderte Weiterbildungsmaßnahmen für professionelle Schauspieler, Musicaldarsteller und Filmschaffende entwickelt, die nach der Institutsgründung in immer größerem Maßstab angeboten werden konnten.
Voraussetzung für die Teilnahme an den mehrmonatigen Lehrgängen war eine abgeschlossene Schauspielausbildung und eine mehrjährige Erfahrung bei Theater oder Film. Darüber hinaus wurden zahlreiche Lehrgänge für Film- und Fernsehschaffende angeboten. Die Vermittlungsquote ein Jahr nach Beendigung der mehrmonatigen Lehrgänge wie z. B. Camera Actors Studio, Erarbeitung neuer Vorsprechrollen, Casting-Training, Synchronsprechen, Synchronbuchautoren, Script Continuity, Produktionsleiter, Fiction Producer, Regieassistenten und Aufnahmeleiter lag durchschnittlich bei über 70 %. Die entsprechende Dokumentation wurde der Zertifizierungsstelle (Dekra in Berlin) vorgelegt. Es wurden ca. 18 mehrmonatige Lehrgänge im Jahr durchgeführt.
Jutta Wiegmann akquirierte zusammen mit ihrem Team adäquate Unterrichtsetagen in den ehemaligen Osramhöfen und im Forum Seestraße in BerlinWedding. Diese Etagen wurden anschließend durch die Dekra geprüft und genehmigt. Die Etagen waren mit hochwertigem Mobiliar und Equipment ausgestattet. Insgesamt fanden auf über 1.000 m² die Lehrgänge statt.
Später verlegte Jutta Wiegmann die Unterrichtsetage von der Seestraße in die Möllendorffstraße nach Berlin-Lichtenberg.
Das iSFF entstand in den 90er Jahren auch durch das Teamwork mit namhaften Theater- und Filmschaffenden. Es verfügte über eine große Anzahl von renommierten Praktikern der Branche, die am Institut unterrichteten, so z. B. die bekannten Regisseure Klaus Emmerich und Detlef Rönfeldt, die renommierte Schauspielerin Elke Petri, die an der Schaubühne Berlin war oder z. B. der mehrfach preisgekrönte Filmproduzent Joachim von Vietinghoff. Bis zuletzt haben nur Profis der Branche am iSFF gelehrt.
Von 2005 bis 2015 war Jutta Wiegmann Jurorin des Adolf-Grimme-Preises.
Von 2008 bis 2015 entwickelte Jutta Wiegmann gemeinsam mit dem damaligen Leiter des Grimme-Preises Ulrich Spies das erfolgreiche Format „Grimme trifft die Branche“ entwickelt. Die Veranstaltung wurde einmal jährlich abwechselnd in Berlin und München durchgeführt.
Zielgruppe dieser Veranstaltung waren Schauspieler, Film- und Fernsehschaffende. Nach der Filmvorführung fand eine Podiumsdiskussion mit der jeweiligen Regisseurin bzw. dem Regisseur, der Filmcrew und Sendervertretern des preisgekrönten Filmes statt. Kernthema war es, die Kriterien für die Vergabe des Preises und die generelle Beurteilung von Fernsehqualität zu ermitteln. Danach wurde die Diskussion mit dem anwesenden Publikum (Filmschaffende) eröffnet. In Berlin war die Veranstaltungen in der Deutschen Kinemathek, Museum für Film und Fernsehen, Potsdamer Platz beheimatet. In München fand diese an unterschiedlichen Orten statt.

## Schriften
- Psychoanalytische Geschichtstheorie: Eine Studie zur Freud-Rezeption Walter Benjamins. Abhandlungen zur Philosophie, Psychologie und Pädagogik, Band 226, Bouvier Verlag, Bonn 1989.